# Rosalind Grender, Baroness Grender

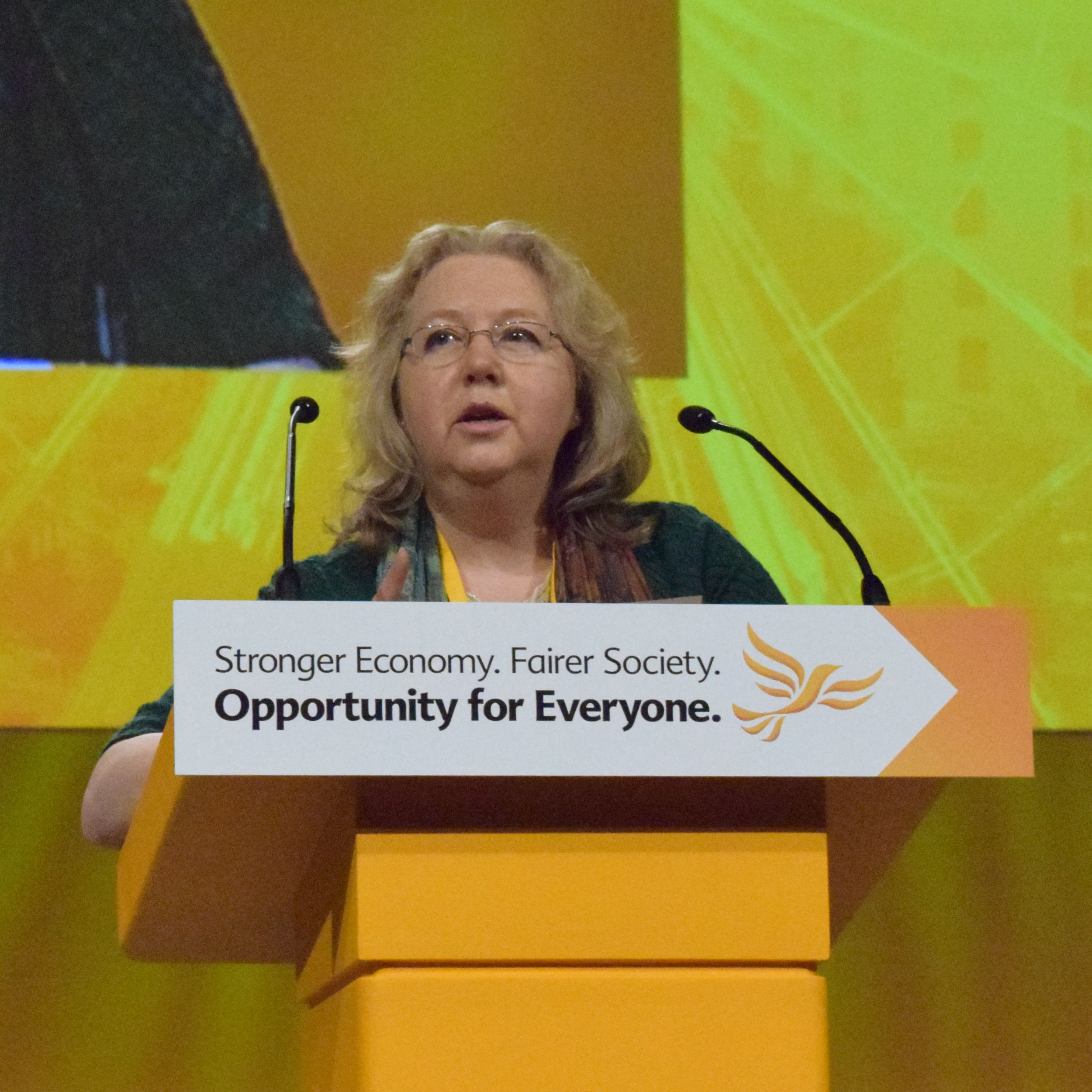
Rosalind Grender, Baroness Grender

Rosalind Mary Grender, Baroness Grender MBE (* 19. August 1962) auch bekannt als Olly Grender, ist ehemalige Kommunikationsleiterin der Liberal Democrats und als Life Peer Mitglied des britischen Oberhauses.
In den 1980ern wurde Grender Mitglied der National League of Young Liberals. Nach einer Anstellung bei den Liberal Democrats verfasste Grender in den späten 1980ern Reden für Paddy Ashdown, wofür sie mit dem MBE in der 1996 Birthday-Honours-Liste ausgezeichnet wurde.
Zwischen Juni 1990 und Juni 1995 leitete sie die PR-Abteilung von der Liberal Democrats. Zwischen Juni 1995 und Oktober 1999 stand sie der PR-Abteilung der  Obdachlosenfürsorgeorganisation Shelter vor, im Jahr 2000 trat sie eine Stelle bei der PR-Agentur LLM Communications an. Grender tritt gelegentlich als Vertreterin der Liberal Democrats im britischen Fernsehen auf. Am 21. November 2011 trat sie als eine von drei Personen in der Fragesendung „Question Time“ auf. Über ein Jahr lang unterhielt sie eine Blogserie für das Magazin New Statesman.
Im August 2013 wurde bekannt, dass Grender als Life Peer für die Liberal Democrats Mitglied des House of Lords werden würde. Am 4. September 2013 wurde  Grender zur Baroness Grender, of Kingston upon Thames in the London Borough of Kingston upon Thames erhoben.